# Gabriel Schürrer
Gabriel Francisco Schürrer Peralta (n. Rafaela, Santa Fe, Argentina; 16 de agosto de 1971) es un exfutbolista y entrenador argentino, nacionalizado español en 1999. En su etapa como jugador, se desempeñaba como defensor central y su primer equipo fue Atlético de Rafaela. Actualmente dirige a Mitre de Santiago del Estero en la Primera Nacional, segunda división del fútbol argentino.

## Biografía

### Como jugador
Schürrer comienza a jugar en las inferiores de Atlético Rafaela equipo de su ciudad natal pasando en el año 1986 con 15 años a las inferiores y pensión de Lanús con el que debuta en la Primera División Argentina. En el equipo granate se consagra como ídolo y figura a lo largo de seis temporadas, jugando 247 partidos y marcando 29 goles, en el "Granate" ascendió dos veces a Primera en las temporadas 1990/91 y 1991/1992 y logró hacer dos muy buenas campañas en el Apertura 1995 y 1996 (2° por puntos y 3° por Diferencia de Gol) quedando muy cerca de coronar con un título. Meses después se iría vendido y ya sin su presencia, Lanús lograría la Copa Copa Conmebol 1996.
En 1996 pasa a jugar La Liga de España, al fichar por el Racing de Santander en el que permanece dos temporadas muy destacadas, durante las que juega 68 partidos de Liga anotando 4 goles. En el club aún se lo recuerda con mucho cariño.
Su buen hacer le lleva el año 1998 al Deportivo de La Coruña, en el que también permanece dos temporadas, jugando 47 partidos y marcando 3 goles. En su segunda temporada en el Club, el Deportivo logra el campeonato de liga.
En 2000 ficha por la Unión Deportiva Las Palmas también de la Primera División Española, equipo con el que juega también dos temporadas, con un total de 64 partidos y 4 goles.
El descenso de su equipo lo lleva hasta San Sebastián en el año 2002, al fichar por la Real Sociedad. En su primera temporada en el Club, juega 23 partidos sin marcar tantos, logrando un meritorio subcampeonato con el equipo. En su segunda temporada juega 33 partidos y anota un gol en La Liga y 7 partidos y un gol en la Liga de Campeones.
En 2004 ficha por el Olympiakos griego con el que también disputa la Liga de Campeones (jugando 6 y anotando un gol). En su primera temporada en Grecia logra el "doblete", y en la segunda el título de liga.
En 2006 regresa al fútbol español, fichando por el Málaga CF, recién descendido a la Segunda división, en lo que sería su última temporada como futbolista profesional.

### Como director técnico
En el año 2009 comenzó a trabajar como DT de la quinta división de Lanús, con la que obtuvo el campeonato de ese año.
El 14 de noviembre de 2010 es designado DT del primer equipo de Lanús tras la salida de Luis Zubeldía. Durante el primer semestre de 2011, Schürrer obtiene el subcampeonato del fútbol argentino al frente del conjunto granate. No tiene un buen comienzo en el Torneo Clausura, y sufre tres derrotas en las primeras seis fechas. Sin embargo, encadenaría luego una racha de once partidos invicto, con cuatro victorias consecutivas. Consigue importantes triunfos en su estadio, por 4-1 a Racing y por 2-0 a Boca. También derrota 1-0 a Colón en el Cementerio de los Elefantes. En la fecha 14, recibe en La Fortaleza al puntero Vélez (eventual campeón del certamen), y logra una victoria clave por 3 a 2. Esto le permite acercarse a la punta y le facilita disputar el título hasta la penúltima fecha, donde debía enfrentar a Argentinos en su estadio. La diferencia entre el Fortín y el Granate era de 4 puntos, por lo tanto, Lanús estaba obligado a ganar para poder pelear el campeonato hasta la última fecha. Pero cae por 1 a 0 y se queda sin chances de dar la vuelta. En la última jornada, el Granate vence en condición de visitante a River por 2 a 1, condenándolo a disputar la promoción, que culminaría en su posterior descenso. Destacándose las figuras de Diego Valeri, Mauro Camoranesi, Guido Pizarro y Silvio Romero, el equipo cosecha 35 puntos, campaña que le alcanza no sólo para consagrarse subcampeón, sino también para clasificar a la Copa Sudamericana 2011. Con la sumatoria de puntos de los torneos Apertura y Clausura, se clasifica además a la Copa Libertadores 2012.
En 2012, en la primera mitad del año, conduce a Lanús en la Copa Libertadores, a la que el equipo regresaba luego de dos años. Clasifica a los octavos de final, tras un histórico triunfo frente a Olimpia de Paraguay. El encuentro, disputado en La Fortaleza, culmina con un marcador de 6-0 a favor del conjunto local. Representa la máxima goleada conseguida en la historia en un torneo internacional, tanto por el equipo como por parte de Schürrer como DT. Lanús finaliza primero en su grupo y resulta eliminado en octavos por Vasco Da Gama, en la definición por penales. Tras concluir el Torneo Clausura, Schürrer deja el puesto de DT luego de 73 partidos dirigidos, con un saldo de 31 victorias, 23 empates y 19 derrotas.
Luego de la partida de Leonardo Astrada de Argentinos Juniors, y un breve interinato de dos fechas de Carlos Mayor, Gabriel Schürrer es designado como nuevo DT de la primera división. Tras 7 partidos con el equipo, con un empate y 6 derrotas consecutivas, el entrenador decide dimitir de su puesto.
En 2017 tendrá su primera experiencia internacional tras su vinculación al equipo ecuatoriano Club Deportivo Cuenca.

## Selección nacional
Ha sido internacional con la selección de Argentina en 14 ocasiones. Participó con su selección en la Copa América 1995 dirigida por Daniel Passarella.

## Clubes

### Como jugador
| Club                   | País      | Año       |
| ---------------------- | --------- | --------- |
| Atlético de Rafaela    | Argentina | 1989      |
| Lanús                  | Argentina | 1990-1996 |
| Racing de Santander    | España    | 1996-1998 |
| Deportivo de La Coruña | España    | 1998-2000 |
| UD Las Palmas          | España    | 2000-2002 |
| Real Sociedad          | España    | 2002-2004 |
| Olympiacos FC          | Grecia    | 2004-2006 |
| Málaga                 | España    | 2006-2007 |

### Como entrenador
- Actualizado al 18 de agosto de 2025.

| Equipo                            | Torneo                      | Estadísticas | Estadísticas | Estadísticas | Estadísticas | Estadísticas | Estadísticas | Estadísticas | Estadísticas  | Estadísticas |
| Equipo                            | Torneo                      | PJ           | G            | E            | P            | GF           | GC           | DG           | Efectividad % |              |
| --------------------------------- | --------------------------- | ------------ | ------------ | ------------ | ------------ | ------------ | ------------ | ------------ | ------------- | ------------ |
| Lanús Argentina                   | 2010/11                     | 24           | 13           | 6            | 5            | 36           | 22           | +14          | 62.5%         |              |
| Lanús Argentina                   | 2011/12                     | 38           | 14           | 13           | 11           | 39           | 32           | +7           | 48.25%        |              |
| Lanús Argentina                   | Sudamericana 2011           | 2            | 0            | 2            | 0            | 2            | 2            | 0            | 33.33%        |              |
| Lanús Argentina                   | CA 2011/12                  | 1            | 0            | 1            | 0            | 0            | 0            | 0            | 33.33%        |              |
| Lanús Argentina                   | Libertadores 2012           | 8            | 4            | 1            | 3            | 14           | 9            | +5           | 54.17%        |              |
| Lanús Argentina                   | Total                       | 73           | 31           | 23           | 19           | 91           | 65           | +26          | 52.97%        |              |
| Argentinos Jrs. Argentina         | 2012/13                     | 7            | 0            | 1            | 6            | 5            | 13           | -8           | 4.76%         |              |
| Argentinos Jrs. Argentina         | Total                       | 7            | 0            | 1            | 6            | 5            | 13           | -8           | 4.76%         |              |
| Crucero del Norte Argentina       | 2013/14                     | 16           | 6            | 2            | 8            | 14           | 20           | -6           | 41.67%        |              |
| Crucero del Norte Argentina       | CA 2013/14                  | 2            | 1            | 1            | 0            | 4            | 2            | +2           | 66.67%        |              |
| Crucero del Norte Argentina       | 2014                        | 20           | 10           | 3            | 7            | 22           | 14           | +8           | 55%           |              |
| Crucero del Norte Argentina       | 2015                        | 10           | 1            | 3            | 6            | 5            | 12           | -7           | 20%           |              |
| Crucero del Norte Argentina       | Total                       | 48           | 18           | 9            | 21           | 45           | 48           | -3           | 43.75%        |              |
| Gimnasia y Esgrima (J) Argentina  | 2015                        | 18           | 5            | 5            | 8            | 11           | 18           | -7           | 37.04%        |              |
| Gimnasia y Esgrima (J) Argentina  | Total                       | 18           | 5            | 5            | 8            | 11           | 18           | -7           | 37.04%        |              |
| Sarmiento Argentina               | 2016/17                     | 8            | 1            | 3            | 4            | 3            | 7            | -4           | 25%           |              |
| Sarmiento Argentina               | Total                       | 8            | 1            | 3            | 4            | 3            | 7            | -4           | 25%           |              |
| Deportivo Cuenca · Ecuador        | Campeonato Ecuatoriano 2017 | 22           | 7            | 8            | 7            | 24           | 23           | +1           | 43.94%        |              |
| Deportivo Cuenca · Ecuador        | Campeonato Ecuatoriano 2017 | 22           | 9            | 5            | 8            | 27           | 26           | +1           | 48.48%        |              |
| Deportivo Cuenca · Ecuador        | Copa Sudamericana 2017      | 2            | 0            | 2            | 0            | 2            | 2            | 0            | 33.33%        |              |
| Deportivo Cuenca · Ecuador        | Total                       | 46           | 16           | 15           | 15           | 53           | 51           | +2           | 45.65%        |              |
| Independiente del Valle · Ecuador | Campeonato Ecuatoriano 2018 | 19           | 7            | 3            | 9            | 26           | 26           | 0            | 42.11%        |              |
| Independiente del Valle · Ecuador | Copa Libertadores 2018      | 2            | 0            | 2            | 0            | 1            | 1            | 0            | 33.33%        |              |
| Independiente del Valle · Ecuador | Total                       | 21           | 7            | 5            | 9            | 27           | 27           | 0            | 41.27%        |              |
| Aucas · Ecuador                   | Campeonato Ecuatoriano 2019 | 20           | 9            | 7            | 4            | 26           | 21           | +5           | 56.67%        |              |
| Aucas · Ecuador                   | Copa Ecuador 2018-19        | 6            | 2            | 4            | 0            | 4            | 0            | +4           | 55.56%        |              |
| Aucas · Ecuador                   | Total                       | 26           | 11           | 11           | 4            | 30           | 21           | +9           | 56.41%        |              |
| Blooming · Bolivia                | 2020                        | 14           | 6            | 0            | 8            | 17           | 27           | -10          | 42.86%        |              |
| Blooming · Bolivia                | Total                       | 14           | 6            | 0            | 8            | 17           | 27           | -10          | 42.86%        |              |
| Mitre (SdE) Argentina             | Primera Nacional 2021       | 15           | 4            | 6            | 5            | 17           | 19           | -2           | 40%           |              |
| Mitre (SdE) Argentina             | Total                       | 15           | 4            | 6            | 5            | 17           | 19           | -2           | 40%           |              |
| Deportivo Cuenca · Ecuador        | Serie A de Ecuador 2022     | 30           | 11           | 10           | 9            | 30           | 30           | 0            | 47.78%        |              |
| Deportivo Cuenca · Ecuador        | Total                       | 30           | 11           | 10           | 9            | 30           | 30           | 0            | 47.78%        |              |
| Deportivo Cuenca · Ecuador        | Total en Deportivo Cuenca   | 76           | 27           | 25           | 24           | 83           | 81           | +2           | 46.49%        |              |
| Panetolikos FC · Grecia           | Super League 2023-24        | 6            | 0            | 3            | 3            | 2            | 11           | -9           | 16.67%        |              |
| Panetolikos FC · Grecia           | Total                       | 6            | 0            | 3            | 3            | 2            | 11           | -9           | 16.67%        |              |
| Mitre (SdE) Argentina             | Primera Nacional 2025       | 10           | 3            | 2            | 5            | 8            | 12           | -4           | 36.67%        |              |
| Mitre (SdE) Argentina             | Total                       | 10           | 3            | 2            | 5            | 8            | 12           | -4           | 36.67%        |              |
| Mitre (SdE) Argentina             | Total en Mitre (SdE)        | 25           | 7            | 8            | 10           | 25           | 31           | -6           | 38.67%        |              |
| Total                             | Total                       | 322          | 113          | 93           | 116          | 339          | 349          | -10          | 44.72%        |              |

## Títulos

### Campeonatos nacionales
| Título         | Club                   | País      | Año     |
| -------------- | ---------------------- | --------- | ------- |
| Nacional B     | Club Atlético Lanús    | Argentina | 1991/92 |
| Liga española  | Deportivo de La Coruña | España    | 2000    |
| Liga griega    | Olympiacos FC          | Grecia    | 2005    |
| Copa de Grecia | Olympiacos FC          | Grecia    | 2005    |
| Liga griega    | Olympiacos FC          | Grecia    | 2006    |